# 세인트 엘모의 불

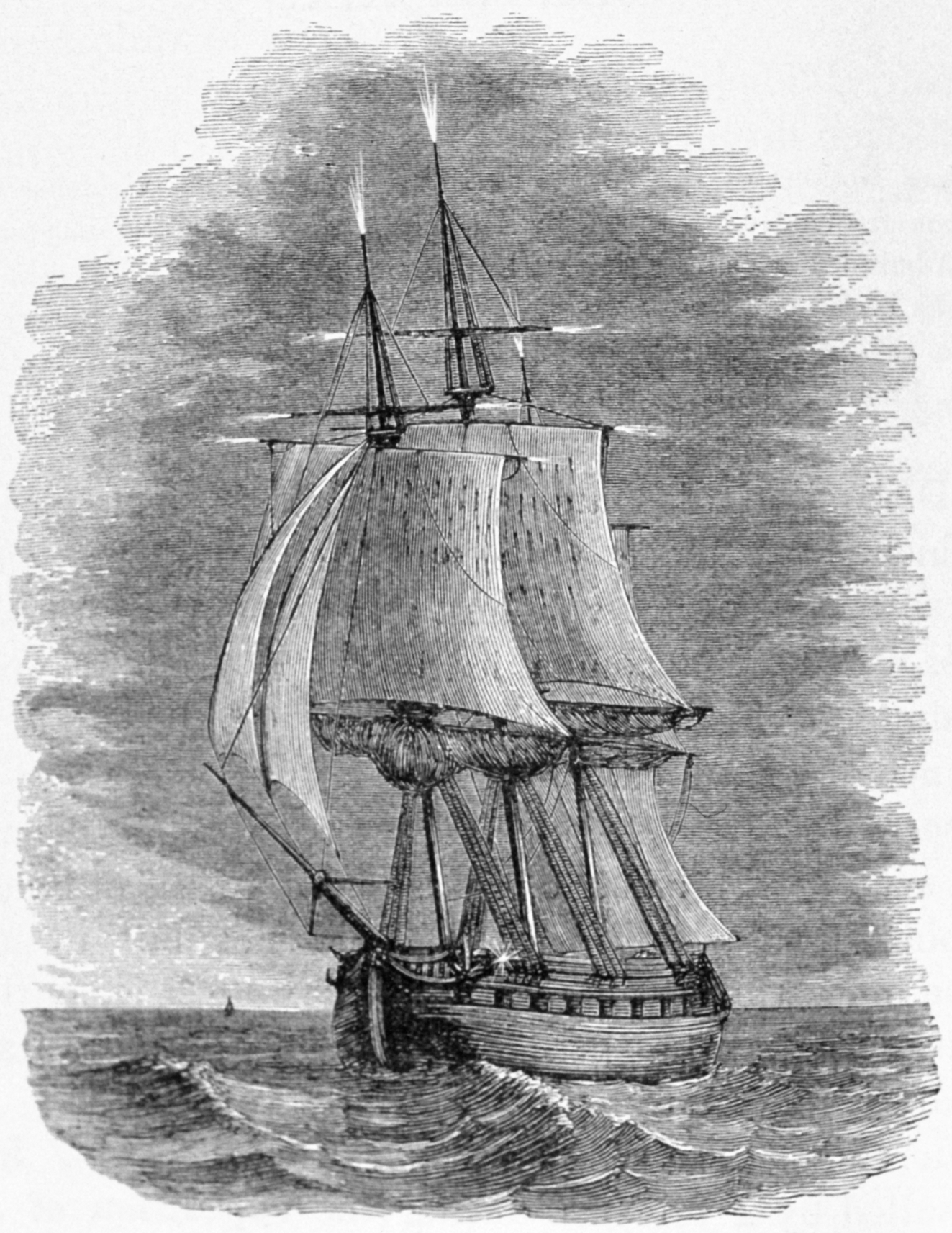

세인트 엘모의 불(St. Elmo's fire)은 낙뢰가 일어나기 전에 구름 속의 전장이 강해졌을 때 유도에 의해 지표의 돌기물에서 생기는 방전 현상을 말한다. 이 방전이 일어나면 슉 하는 소리가 나면서 옅은 붉은색 또는 파란색을 띤 빛을 낸다. 이 불꽃이 양극에서 나올 때는 옅은 붉은색 빛이 5cm 이상이나 뻗어나간다. 또 음극에서 나올 때는 파란색을 띤 빛으로, 1cm 정도밖에 뻗어나가지 않는다. 지중해의 선원들은 옛날에 이 빛을 세인트 엘모의 불로 믿고 있었다.

## 같이 보기
- 코로나 방전